# Ruthin

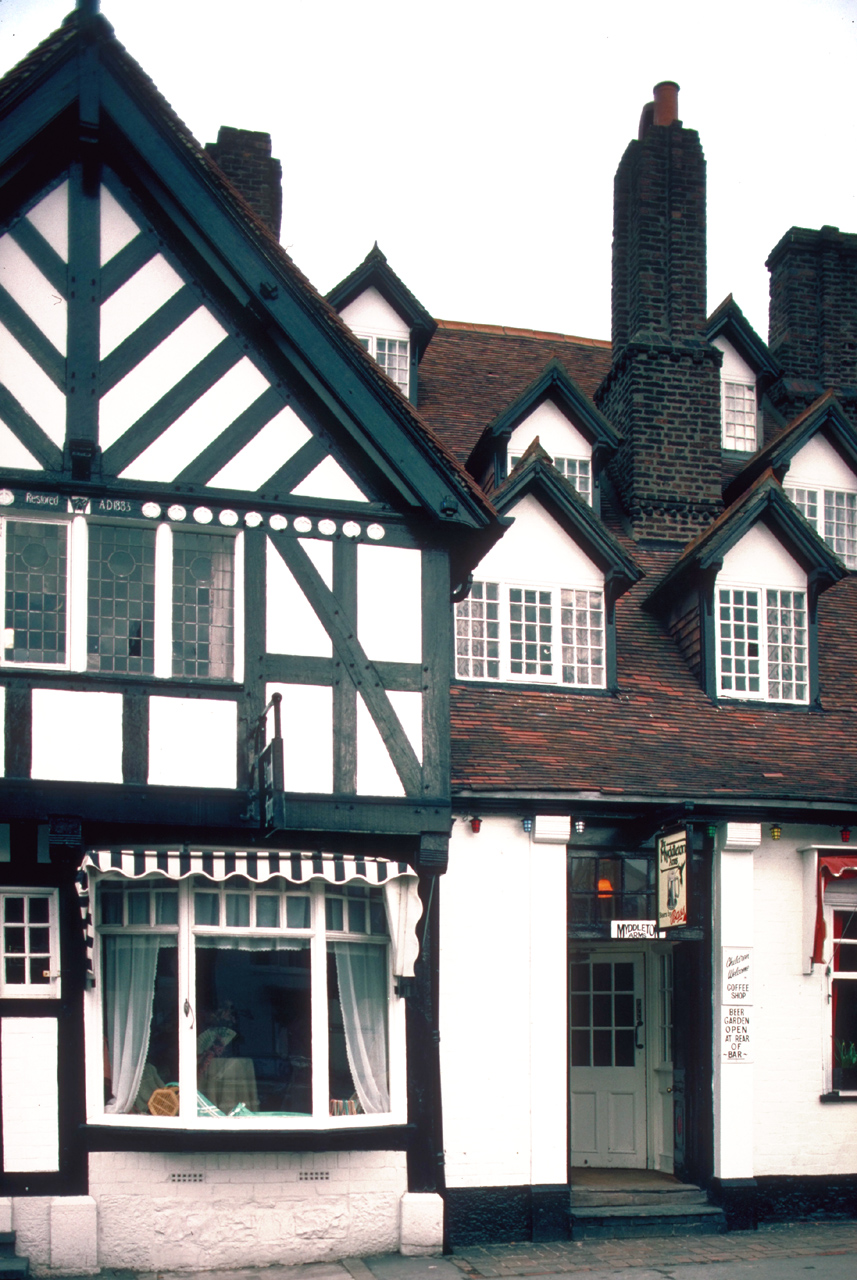
Edificio a graticcio a Ruthin

Ruthin (pron.: /ˈrɪθɪn/; in gallese: Rhuthun; 5.200 ab. ca.) è una cittadina del Galles nord-orientale, capoluogo della contea del Denbighshire.

## Geografia fisica

### Territorio
La cittadina si trova in prossimità del confine con l'Inghilterra (Chester, che si trova all'incirca alla stessa latitudine, dista ca.  40 km) ed è situata tra Wrexham e Denbigh (rispettivamente a 30 km a nord-ovest della prima e a ca. 15 km a sud-est della seconda).

## Origini del nome
Il toponimo Ruthin/Rhuthun deriva probabilmente dal gallese rhudd, che significa "rosso" e che può far riferimento sia al colore delle rocce del luogo su cui è sorta la città, sia al colore del castello.

## Monumenti e luoghi d'interesse
La cittadina si caratterizza per i numerosi edifici a graticcio, risalenti ad un periodo che va dal XIV al XVII secolo.
Tra i monumenti principali, vi sono le rovine del castello, fatto costruire nel 1277 da Edoardo I d'Inghilterra.

## Società

### Evoluzione demografica
Al censimento del 2001, la cittadina contava 5.218 abitanti.

## Galleria d'immagini

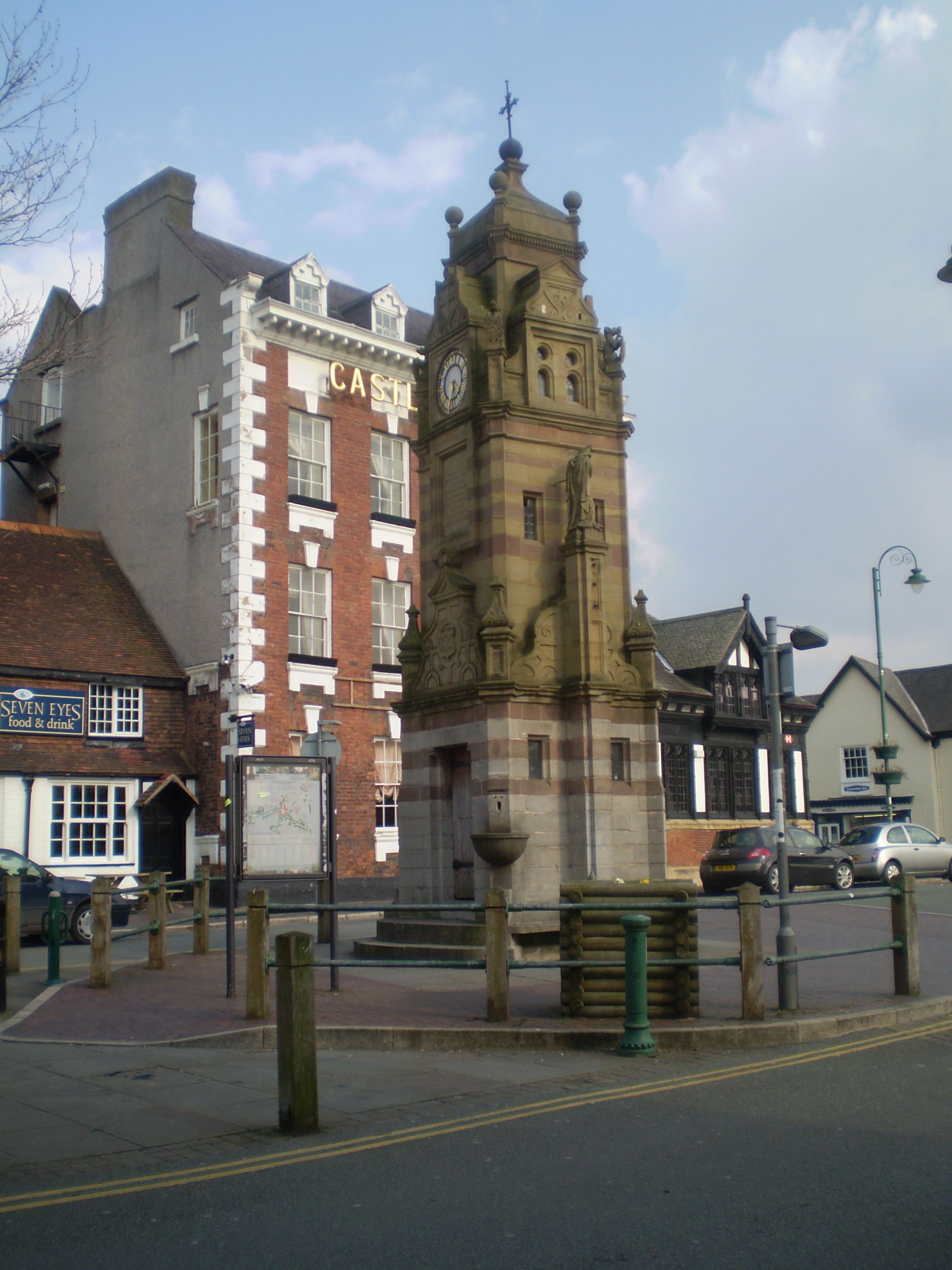
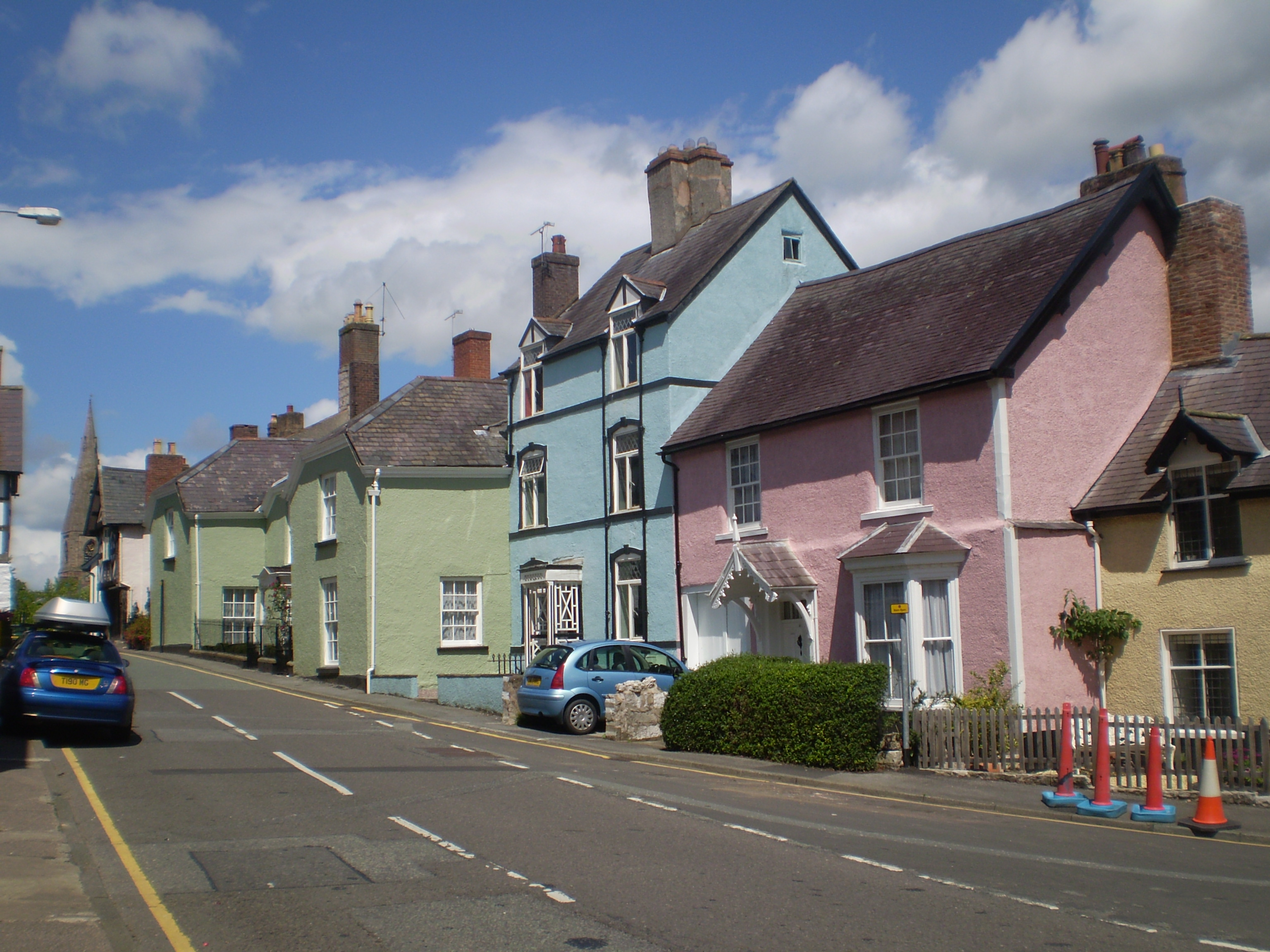
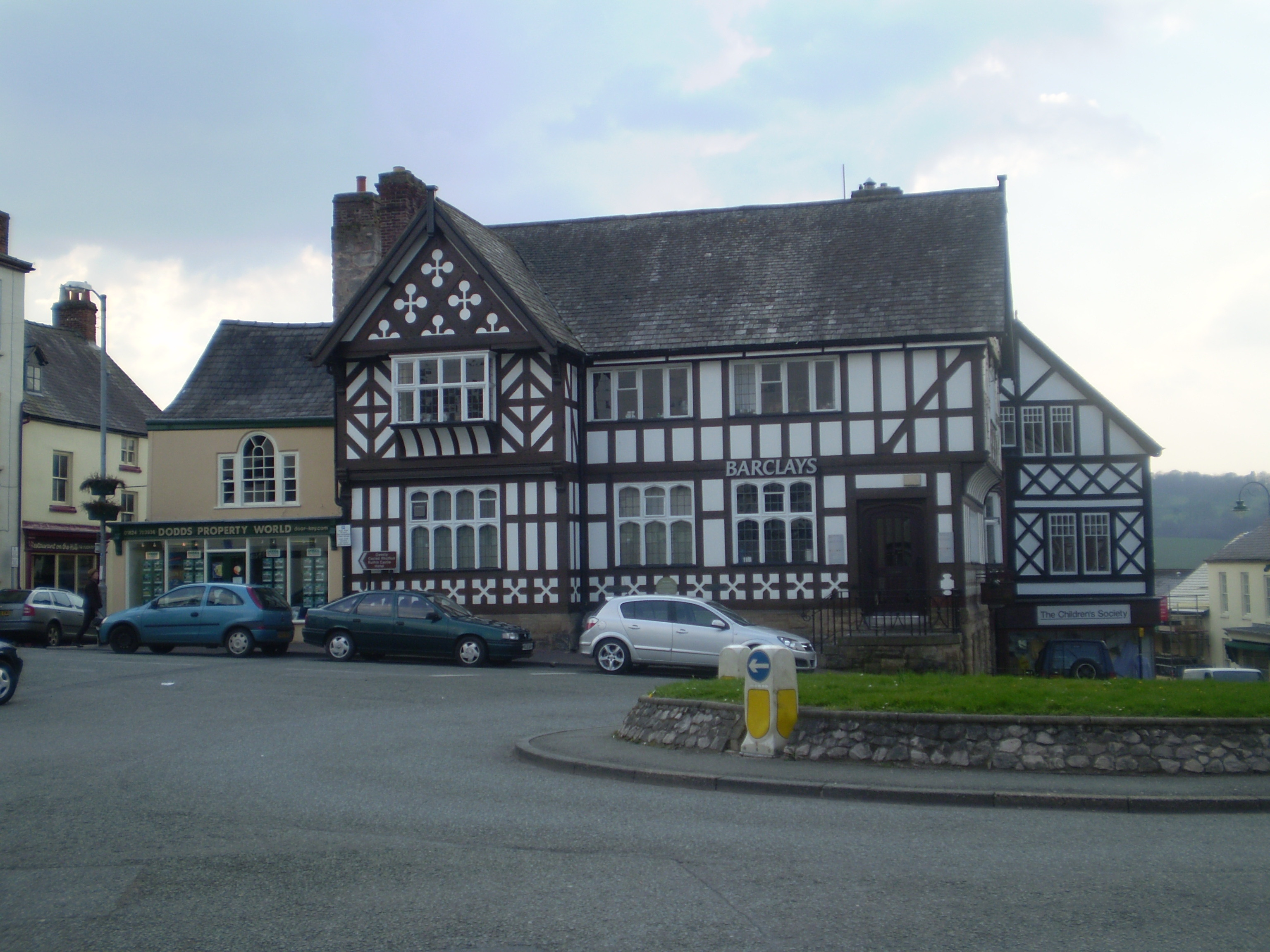
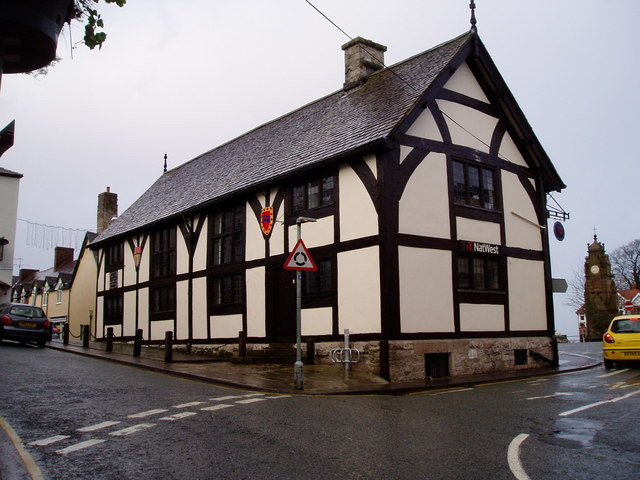